# 亚丁大学
亚丁大学（阿拉伯語：جامعة عـدن），是与萨那大学同期设立的也门最早的大学，位于亞丁。亚丁大学提供从学士至博士的课程。

## 历史
亚丁大学最初为1970年成立于亚丁的教育学院。1975年为了扩大规模，也门总理下令制定了建设亚丁大学的法令。在合并农学院、经济学院的同时，之后陆续设立了医学院、法学院、工学院等。1990年开设研究生课程。

## 院系
- 教育学院
- 医学院
- 管理学院
- 经济学院
- 工学院
- 法学院
- 文学院
- 牙科学院
- 药学院
- 语言学院
- 理学院
- 计算机信息技术学院
- 社会科学学院
- 护理学院
- 体育学院
- 信息学院